# David Storey
Pour les articles homonymes, voir Storey.
David Malcolm Storey, né le 13 juillet 1933 à Wakefield (Yorkshire) et mort le 27 mars 2017 à Londres (Angleterre), est un dramaturge, scénariste et romancier britannique qui a été aussi joueur de rugby professionnel.

## Biographie
Sa fille est Helen Storey née en 1956.

## Formation
- Slade School of Fine Art

## Œuvres

### Pièces de théâtre
- The Restoration of Arnold Middleton (1967)
- The Contractor (1969)
- Home (1970)
- The Changing Room (1972)
- Cromwell (1973)
- Stages (1992)

### Romans
- This Sporting Life (1960)
- Leonard Radcliffe (1963)
- Saville (1976)

## Récompenses et distinctions
- Prix John-Llewellyn-Rhys
- Geoffrey Faber Memorial Prize
- 1976 : Prix Booker pour Saville